# Lissodendoryx monticularis
Lissodendoryx monticularis är en svampdjursart som beskrevs av Baer 1906. Lissodendoryx monticularis ingår i släktet Lissodendoryx och familjen Coelosphaeridae.
Artens utbredningsområde är Tanzania. Inga underarter finns listade i Catalogue of Life.